# Wyspy Lisie

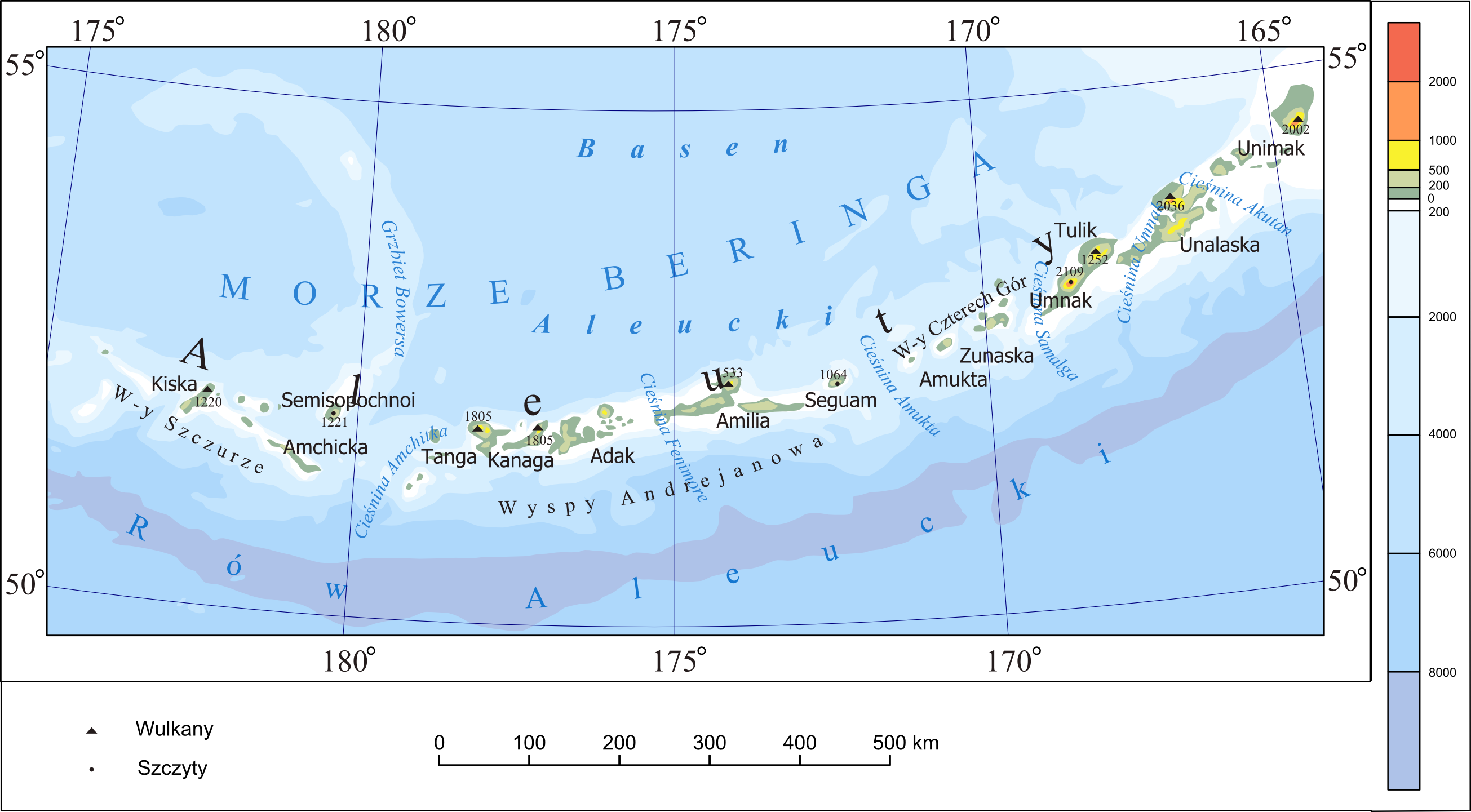
Łańcuch wyspowy Aleutów

Wyspy Lisie (ang. Fox Islands) – grupa wysp wchodząca w skład łańcucha Aleutów (stan Alaska), stanowiąca najbardziej wysuniętą na wschód część tego archipelagu. Od położonych bardziej na zachód Wysp Czterech Gór oddziela ją cieśnina Samalga.

## Najważniejsze wyspy
wyspy uszeregowano malejąco według ich powierzchni całkowitej
- Unimak - pow. 4069,93 km² (największa wyspa Aleutów); Mount Shishaldin 2857 m n.p.m.; 64 mieszkańców (2000); 0,016 os./1 km²; 54°46′N 164°11′W/54,766667 -164,183333
- Unalaska - pow. 2722,1 km² (2. wśród największych wysp Aleutów); Makushin Volcano 2036 m n.p.m.; 1759 mieszkańców (2000); 0,65 os./1 km²; 53°40′N 166°39′W/53,666667 -166,650000
- Umnak - pow. 1776,76 km² (3. wśród największych wysp Aleutów); Mount Vsevidof 2149 m n.p.m.; 39 mieszkańców (2000); 0,02 os./1 km²; 53°13′N 168°26′W/53,216667 -168,433333
- Akutan - pow. 334,13 km²; dł. 29 km; Mount Akutan 1303 m n.p.m.; 713 mieszkańców (2000); 2,13 os./1 km²; 54°08′N 165°55′W/54,133333 -165,916667
- Akun (Akungan) - pow. 166,77 km²; dł. 22,6 km; szer. 18,2 km; St. Gilbert 818 m n.p.m.; 54°12′N 165°34′W/54,200000 -165,566667
- Amukta - pow. poniżej 75 km²; dł. 9,0 km; szer. 8,4 km; Mount Amukta 1066 m n.p.m.; 52°29′19″N 171°15′30″W/52,488611 -171,258333
- Avatanak (Agutanax) - pow. 30 km²; dł. 16,1 km; 147 m n.p.m.; 54°04′18″N 165°18′14″W/54,071667 -165,303889
- Amak (Amax) - pow. 15,09 km²; Amak Volcano 488 m n.p.m.; 55°25′06″N 163°08′38″W/55,418333 -163,143889
- Amaknak (Umaknak) - pow. 8,55 km²; dł. 7 km; 2524 mieszkańców (2000); 295,2 os./1 km²; 53°54′37″N 166°32′12″W/53,910278 -166,536667
- Anangula (Ananiuliak) - dł. 2,3 km; 53°00′02″N 168°54′40″W/53,000556 -168,911111
- Aiktak - dł. 2,1 km; 148 m n.p.m.; 54°11′01″N 164°49′41″W/54,183611 -164,828056
- Adugak (Adougakh) - dł. 1,9 km; 31 m n.p.m.; 52°54′17″N 169°10′28″W/52,904722 -169,174444
- Sanak

## Historia
Wyspy były zamieszkane przez Aleutów. Pierwszym Europejczykiem na Wyspach Lisich był służący w rosyjskiej marynarce Duńczyk Vitus Bering, który dotarł tutaj w 1741 w poszukiwaniu nowych źródeł futer. Obecna nazwa wysp jest bezpośrednim tłumaczeniem rosyjskiej nazwy Лисьи острова, nadanej przez rosyjskich handlarzy futer.